# Протосаланкс
Протосаланкс (Protosalanx) — рід корюшкоподібних риб родини Саланксові (Salangidae). Представники роду поширені біля узбережжя Азії.

## Види
У рід включають 2 види:

- Protosalanx chinensis (Basilewsky, 1855)
- Protosalanx hyalocranius (J. F. Abbott, 1901)